# International Conference of Women Engineers and Scientists
Die ICWES (International Conference of Women Engineers and Scientists) ist eine internationale Konferenzreihe für Ingenieurinnen und Wissenschaftlerinnen. Sie wurde erst durch das International Continuing Committee (ICC) unterstützt, welches durch die Dachorganisation INWES im Jahr 1999 abgelöst wurde.
Die Konferenzreihe wurde 1964 mit einer Konferenz in New York City, USA  aus der Taufe gehoben. Der letzte Kongress ICWES15 fand im Juli 2011 in Adelaide, Australien mit dem Fokus auf die Gebiete „Leadership, Innovation, Sustainability“, zu deutsch „Führung, Innovation und Nachhaltigkeit“ statt. Die nächste Konferenz ICWES16 ist für 2014 in Los Angeles, USA geplant.